# Eric Maroni
Eric Maroni (26 de mayo de 1984. Buenos Aires ) es un jugador de Rugby argentino que juega actualmente para el club Gordon Highlandres de la liga Shute Shield de Australia. Su carrera deportiva profesional lo inició en su natal Argentina, pasando por  Inglaterra, hasta llegar a su club actual. Su estadía en este club Oceánico es aprovechada también por el jugador para proseguir con sus estudios universitarios.

## Carrera
Maroni inició su carrera como profesional del Rugby en el año 2004 jugando en la Primera División del Olivos Rugby Club, donde permaneció hasta el 2006. Posteriormente fue transferido al Cinderford R.F.C. de la liga inglesa National League donde permaneció por el tiempo de 1 año (hasta 2007), tras lo cual volvió a su club de origen el Olivos Rugby Club jugando por este equipo hasta el año 2010.
Finalmente, en el año 2011 ficha por el Gordon RFC de la Liga Shute Shield de Australia.
En palabras del jugador, esta experiencia le serviría para conocer otro estilo de Rugby:

"Mi objetivo allá es conocer otro rugby, poder jugar, disfrutar y estudiar"

Y, efectivamente, a la par de su carrera como rugbista, también prosigue con sus estudios universitarios de Business Management.

## Clubes
Olivos Rugby Club: 2004-2006 y 
Cinderford R.F.C.: 2006-2007
Gordon RFC: 2011-2014